# 達默 (新罕布什爾州)
達默（英語：Dummer）是一個位於美國新罕布什爾州庫斯縣的鎮。

## 人口
根據2020年美國人口普查的數據，達默的面積為127.30平方千米，當中陸地面積為124.20平方千米，而水域面積為3.10平方千米。當地共有人口306人，而人口密度為每平方千米2人。